# Campionato britannico femminile di pallanuoto
Il campionato britannico femminile di pallanuoto è l'insieme dei tornei pallanuotistici femminili nazionali per club della Gran Bretagna. I tornei sono organizzati dagli stessi club, associati nella BWPL, i quali operano secondo le regole della British Swimming, la federazione britannica che sovrintende agli sport acquatici.
Il primo campionato è stato disputato nel 1988, ed è stato vinto dal Coventry (che è anche la squadra più titolata insieme al Manchester, con nove affermazioni).

## Albo d'oro
- 1988:  Coventry
- 1989:  Stretford
- 1990:  Stretford
- 1991: non disputato
- 1992:  Coventry
- 1993:  Stretford
- 1994:  Coventry
- 1995:  Coventry
- 1996:  Coventry
- 1997:  Coventry
- 1998:  Coventry
- 1999:  Coventry
- 2000:  City of Liverpool
- 2001:  Coventry
- 2002:  Sheffield
- 2003:  Sheffield
- 2004:  Sheffield
- 2005:  Sheffield
- 2006:  Sheffield

- 2007:  City of Liverpool
- 2008:  City of Liverpool
- 2009:  City of Liverpool
- 2010:  City of Manchester
- 2011:  City of Manchester
- 2012:  City of Manchester
- 2013:  London Otter
- 2014:  City of Liverpool
- 2015:  City of Liverpool
- 2016:  City of Liverpool
- 2017-18:  London Otter
- 2018-19:  City of Manchester
- 2019-20:  City of Manchester
- 2020-21: non assegnato a causa della pandemia di COVID-19
- 2021-22:  City of Manchester
- 2022-23:  City of Manchester
- 2023-24:  City of Manchester
- 2024-25:  City of Manchester

## Vittorie per squadra
| Pos. | Squadra            | Vittorie |
| ---- | ------------------ | -------- |
| 1    | Coventry           | 9        |
| 1    | City of Manchester | 9        |
| 3    | City of Liverpool  | 7        |
| 4    | Sheffield          | 5        |
| 5    | Stretford          | 3        |
| 6    | London Otter       | 2        |